# سازمان پیکار در راه آزادی طبقه کارگر
سازمان پیکار در راه آزادی طبقه کارگر (به‌اختصار سازمان پیکار) نام یکی از سازمان‌های سیاسی مارکسیست-لنینیست با مشی چریکی و مخالف حکومت پهلوی و جمهوری اسلامی در سال‌های دهه ۱۳۵۰ است. این سازمان تا سال ۱۳۶۱ پرچمدار اصلی مائوئیسم و مارکسیسم–لنینیسم در ایران به شمار می رفت. این سازمان از دل مجاهدین خلق برآمد و مخالف ملی گرایی در ایران است، در تاریخ ۱۶ آذر ۱۳۵۷ سازمان پیکار در راه آزادی طبقه کارگر اعلام موجودیت نمود و این اعلام موجودیت توسط اعلامیه معروف «پیش به سوی تشکیل هسته‌های مسلح خلق» اعلام شد. قبل از آن به «مجاهدین مارکسیست» معروف بودند. تقی شهرام بنیان‌گذار و رهبر اولیه این گروه تا هنگام دستگیری اش بود. پیکار در میان تمام گروه های کمونیستی ایرانی فعال در آن زمان «افراطی ترین» به حساب می آمد.
پس از سقوط نظام پادشاهی، پیکار به مخالفت با جمهوری اسلامی بلند شد، زیرا این نظام را همچنان امپریالیستی می دانستند که حتی در مورد مردم فلسطین کم کاری می کند. آنها شوروی را به نیز به دلیل استفاده از امکانات مالی آمریکا، سوسیال-امپریالیستی و به دور از سوسیالیسم می دانستند. از شعارهای اصلی این گروه که در نشریاتشان منتشر میشد «مرگ بر امپریالیسم آمریکا، دشمن اصلی خلقهای ایران»، «پیش به سوی اتحاد طبقه کارگر»، «برقرار باد جمهوری دموکراتیک خلق» و «حق تعیین سرنوشت، حق مسلم خلق هاست» بود.
پیکار از درگیری کردها در دهه شصت حمایت می کرد و با کومله ائتلافی تاکتیکی داشت و مانند آنها حزب دمکرات کردستان ایران را یک «حزب بورژوازی» می دانست.
مرگ بهرام آرام، مغز متفکر نظامی مجاهدین مارکسیست، در مهر ۱۳۵۵، تأثیر مخربی بر سازمان داشت. در سال ۱۳۵۶ رهبر گروه، تقی شهرام، ایران را ترک کرد و رهبری را به جواد قائدی واگذار کرد و بعد از مدتی او هم به خارج رفت و شورایی ۱۲ نفره به پاریس رفتند که شهرام و جواد را از ریاست خلع کنند. از جلسه پاریس اطلاعات زیادی در دست نیست. اسامی این افراد به این شرح است: علیرضا سپاسی اشتیانی، حسین احمدی روحانی، احمد علی روحانی، مسعود جیگاره‌ای، بهجت مهرآبادی، قاسم عابدینی، مسعود پورکریم، محمد کوچک آقا نمازی، شهرام محمدیان باجگیران، مهدی فیروزکوهی، و بهرام و سلیم که دو تای آخر اسم مستعار است و نه نفر اول توسط جمهوری اسلامی اعدام شدند.

## مجاهدین و تغییر مواضع ایدئولوژیک
در سال ۱۳۵۴. ش، گروهی از اعضای سازمان مجاهدین خلق ایران از جمله تقی شهرام، بهرام آرام و وحید افراخته به این نتیجه رسیدند که باید ایدئولوژی سازمان از اسلام به مارکسیسم تغییر یابد. با مخالفت بخش دیگری از سازمان مجاهدین با این اعتقاد، درگیری‌هایی میان اعضای معتقد به ایدئولوژی اسلامی و گروه مارکسیست رخ داد که در جریان آن تعدادی از طرفین کشته شدند.
سازمان در نخستین اطلاعیه علنی پیرامون تغییر مواضع ایدئولوژیک خود نوشت:
 در آغاز گمان می‌کردیم می‌توانیم مارکسیسم و اسلام را ترکیب دهیم و فلسفه جبر تاریخ را بدون ماتریالیسم و دیالکتیک بپذیریم. اینک دریافتیم که چنین پنداری نا ممکن است… ما مارکسیسم را انتخاب کردیم زیرا راه درست و واقعی برای رها ساختن طبقه کارگر زیر سلطه است.
در نهایت این درگیری‌ها منجر به جدایی گروه مارکسیست از سازمان شد. بخش زیادی از این گروه پس از انقلاب با نام سازمان پیکار در راه آزادی طبقه کارگر فعالیت خود را ادامه دادند. سایر اعضای سرشناس پیکار عبارتند از: علیرضا سپاسی آشتیانی، حسین روحانی، تراب حق‌شناس، پوران بازرگان، محسن فاضل، قاسم عابدینی، ابراهیم نظری، حسن آلاد پوش، افخم احمدی. مرگ بهرام آرام، مغز متفکر نظامی مجاهدین مارکسیست، در مهر ۱۳۵۵، تأثیر مخربی بر سازمان داشت.

## گرایش‌ها
پیکار از سال ۱۳۵۷ تا هنگام فروپاشی اش در اوایل سال ۱۳۶۱، پرچمدار اصلی مائوئیسم و استالینیسم در ایران بود. این سازمان با رد اصلاحات پس از مائو در چین، دشمن افراطی چین و شوروی بود. آمریکا را دشمن اصلی جنبش انقلابی ایران می‌دانست، اتحاد شوروی را یک قدرت سوسیال امپریالیستی می‌نامید. پیکار با رد الگوهای چین و شوروی، هیچ کشوری را سرمشق و الهام بخش خود نمی‌دید، و به استقلال اقتصادی پایبند بود. گروه توفان و حزب کمونیست کارگران و دهقانان ایران را که طرفدار آلبانی بودند به تمسخر می‌گرفت و آن‌ها را حزب دو طبقه معرفی می‌کرد. به دیدگاه مائو و خصوصاً تئوری‌های تضاد و تکامل او باور داشت، ولی اعتقادی به تئوری سه جهان نداشت و آن را زمینۀ مماشات چین با آمریکا می‌دانست. همچنین با تروریسم شدیداً مخالف بود و فقط به انقلاب از طریق توده‌ها و در نهایت انقلاب مسلحانه اعتقاد داشت.

## پس از انقلاب
سازمان پیکار در راه آزادی طبقه کارگر بعد از انقلاب ۵۷ تبدیل به یکی از سازمان‌های سیاسی چپ شد. این سازمان جزو اولین گروه‌های سیاسی مخالف جمهوری اسلامی بود که توسط نظام حاکم سرکوب شده و اکثر اعضای آن اعدام یا کشته شدند. از سازمانهای جانبی این سازمان می‌توان سازمان دانشجویان و دانش آموزان هوادار پیکار را نام برد که به آن اصطلاحاً دال دال می‌گفتند. سازمان پیکار نشریه‌ای منتشر می‌کرد به نام پیکار. این نشریه تا خرداد سال ۶۰ که چاپخانه سازمان پیکار لو رفت، به شکلی منظم منتشر می‌شد. بعد از وقایع سال ۶۰ و مشخصا دستگیری بخشی از کمیته مرکزی و کادرهای بالای این سازمان، انتشار نشریه نیز متوقف شد و جمع کوچکی از این سازمان که خود را «پیکار کمونیست» می‌نامیدند نشریه‌ای هم با همین نام منتشر کردند. این جمع بعداً در اواخر سال ۶۱ به کومله و اتحاد مبارزان کمونیست پیوستند و حزب کمونیست ایران را تشکیل دادند.

## پیکار و جمهوری اسلامی

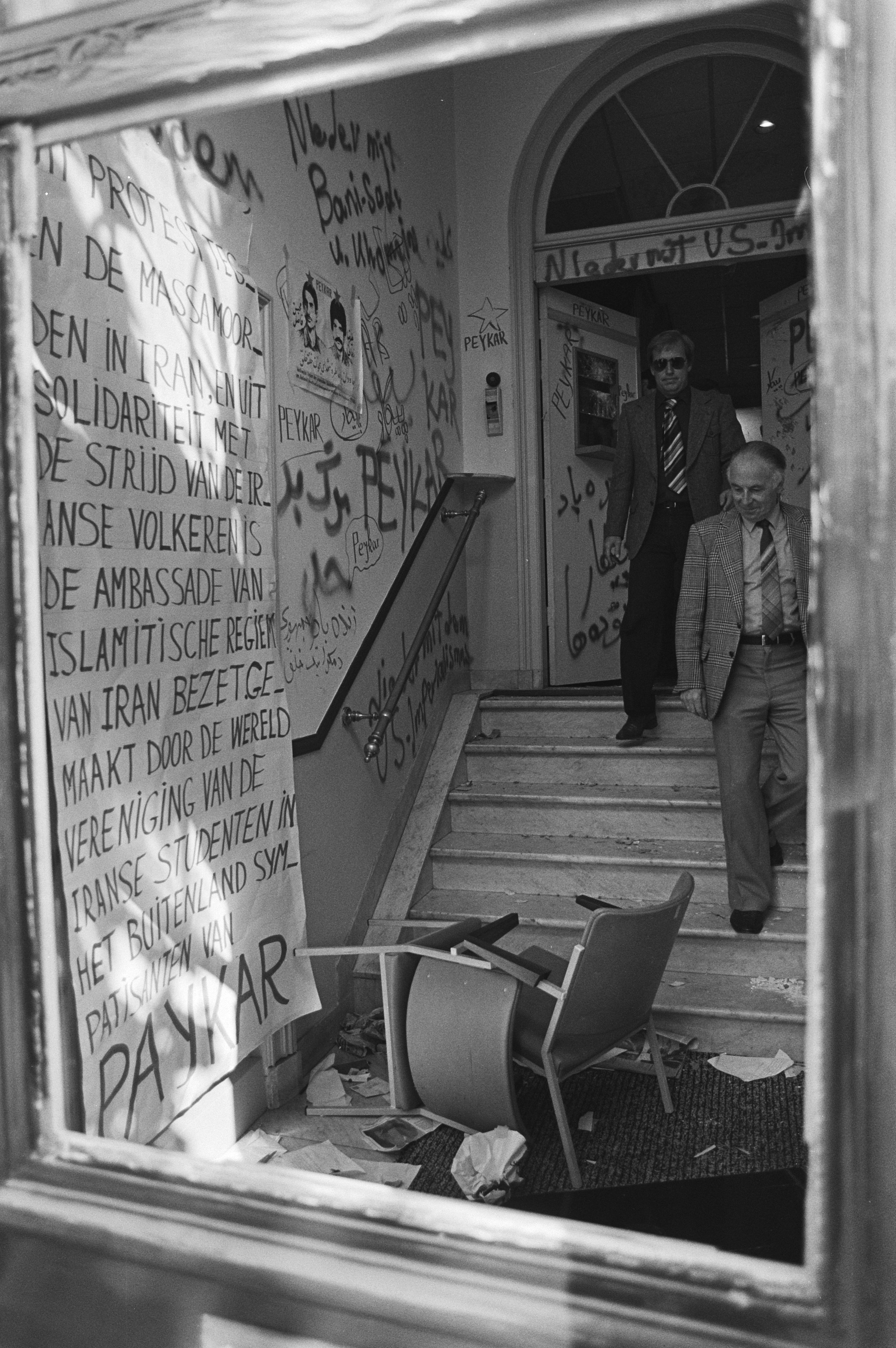
شعارنویسی حامیان سازمان پیکار علیه اعدام‌ زندانیان سیاسی بر در ساختمان سفارت ایران در لاهه به تاریخ ۲۶ آوریل ۱۹۸۴ م.

پیکار در نخستین روزهای انقلاب، گرایشی به جناح لیبرال اسلامی از خود نشان داد، اما به زودی سیاست خود را به مقابله با کل جمهوری اسلامی تغییر داد. پس از بحران خرداد ۱۳۶۰، سیاست سازمان از دشمنی با جمهوری اسلامی به حمایت از لیبرال‌های اسلامی تغییر یافت. نتیجه این سیاست، شکاف درونی بود. سه جناح شکل گرفت: جناح اول از خط مشی تازه (حمایت از لیبرال‌های اسلامی) دفاع می‌کرد. جناح دوم که خود را خط انقلابی می‌خواند رهبری را به انحراف از راست متهم می‌کرد. جناح سوم که از ادامه سیاست پیشین حمایت می‌کرد، خواهان تشکیل کمیسیونی برای عزل رهبری فعلی و تجدید سازمان شد.

## پیکار و سازمان‌های سیاسی دیگر
پیکار و تعدادی هسته‌ها و سازمان‌های مائوئیستی دیگر، به عنوان پرچمداران مائوئیسم در ایران، در اردیبهشت ۱۳۵۸، در تهران یک کنفرانس وحدت برگزار کردند. هدف این کنفرانس، اتحاد گروه‌های مائوئیستی در یک جبهه واحد علیه جمهوری اسلامی و سایر گروه‌های مارکسیستی بود. سازمان کومله و اتحادیه کمونیست‌های ایران از شرکت کنندگان دراین کنفرانس بودند.
مجاهدین مارکسیست از سایر گروه‌ها، به ویژه سازمان چریک‌های فدایی خلق ایران، خواستند که برای تشکیل یک جبهه متحد خلق به آن‌ها بپیوندند. فداییان در مورد تصفیه‌های درونی سکوت کردند، اما بر سر جبهه خلق پیشنهادی مجاهدین مارکسیست پیشنهاد آن‌ها را رد کردند.

## فرجام
در اواخر سال ۶۲ کومله و اتحاد مبارزان کمونیست متحد شدند و حزب کمونیست ایران را تشکیل دادند. بخش کوچکی از سازمان پیکار که بعد از ضربات سال ۶۰ با نام پیکار کمونیست فعالیت می‌کردند، به این جریان پیوستند.